# ساري (صيدا)
ساري هي إحدى القرى اللبنانية من قرى قضاء صيدا في محافظة الجنوب.